# Atanas Černev
Atanas Atanasov Černev (in bulgaro Атанас Атанасов Чернев?; Plovdiv, 25 marzo 2002) è un calciatore bulgaro, difensore dell'Estrela Amadora.

## Caratteristiche tecniche
È un difensore centrale.

## Carriera

### Club
Cresciuto nel settore giovanile del Botev Plovdiv, nel gennaio del 2020 è stato ceduto in prestito per sei mesi al Getafe, dove ha giocato con la formazione Under-19. Rientrato in Bulgaria ha iniziato ad allenarsi con la prima squadra con cui ha esordito il 22 ottobre 2021 nell'incontro di Kupa na Bălgarija vinto 4-0 contro l'Oborište; ha segnato il suo primo gol il 23 febbraio 2024, contro l'Template:Calcio Etar.
Il 2 luglio 2025 è stato acquistato a titolo definitivo dall'Estrela Amadora, club della prima divisione portoghese.

### Nazionale
Ha giocato con la nazionale bulgara Under-21.

## Statistiche

### Presenze e reti nei club
Statistiche aggiornate al 3 agosto 2025.
| Stagione                | Squadra                 | Campionato              | Campionato | Campionato | Coppe nazionali | Coppe nazionali | Coppe nazionali | Coppe continentali | Coppe continentali | Coppe continentali | Altre coppe | Altre coppe | Altre coppe | Totale | Totale | Totale |
| Stagione                | Squadra                 | Comp                    | Pres       | Reti       | Comp            | Pres            | Reti            | Comp               | Pres               | Reti               | Comp        | Pres        | Reti        | Pres   | Reti   |        |
| ----------------------- | ----------------------- | ----------------------- | ---------- | ---------- | --------------- | --------------- | --------------- | ------------------ | ------------------ | ------------------ | ----------- | ----------- | ----------- | ------ | ------ | ------ |
| 2021-2022               | Botev Plovdiv II        | 2L                      | 26         | 1          | -               | -               | -               | -                  | -                  | -                  | -           | -           | -           | 26     | 1      |        |
| 2022-2023               | Botev Plovdiv II        | 2L                      | 6          | 0          | -               | -               | -               | -                  | -                  | -                  | -           | -           | -           | 6      | 0      |        |
| 2024-2025               | Botev Plovdiv II        | 2L                      | 6          | 0          | -               | -               | -               | -                  | -                  | -                  | -           | -           | -           | 6      | 0      |        |
| Totale Botev Plovdiv II | Totale Botev Plovdiv II | Totale Botev Plovdiv II | 38         | 1          |                 | -               | -               |                    | -                  | -                  |             | -           | -           | 38     | 1      |        |
| 2020-2021               | Botev Plovdiv           | 1L                      | 3          | 0          | CB              | 2               | 0               | -                  | -                  | -                  | -           | -           | -           | 5      | 0      |        |
| 2021-2022               | Botev Plovdiv           | 1L                      | 2          | 0          | CB              | 1               | 0               | -                  | -                  | -                  | -           | -           | -           | 3      | 0      |        |
| 2022-2023               | Botev Plovdiv           | 1L                      | 5          | 0          | CB              | 1               | 0               | UECL               | 0                  | 0                  | -           | -           | -           | 6      | 0      |        |
| 2023-2024               | Botev Plovdiv           | 1L                      | 24         | 1          | CB              | 4               | 0               | -                  | -                  | -                  | -           | -           | -           | 28     | 1      |        |
| 2024-2025               | Botev Plovdiv           | 1L                      | 21         | 1          | CB              | 3               | 0               | UECL               | 0                  | 0                  | -           | -           | -           | 24     | 1      |        |
| Totale Botev Plovdiv    | Totale Botev Plovdiv    | Totale Botev Plovdiv    | 54         | 2          |                 | 11              | 0               |                    | 0                  | 0                  |             | -           | -           | 65     | 2      |        |
| 2025-2026               | Estrela Amadora         | PL                      | 0          | 0          | CP+CdL          | 0               | 0               | -                  | -                  | -                  | -           | -           | -           | 0      | 0      |        |
| Totale carriera         | Totale carriera         | Totale carriera         | 92         | 3          |                 | 11              | 0               |                    | 0                  | 0                  |             | -           | -           | 103    | 3      |        |

## Palmarès

### Club

#### Competizioni nazionali
- Coppa di Bulgaria: 1

Botev Plovdiv: 2023-2024